# جووزف کوتل
جووزف کوتل (به انگلیسی: Joseph Cottle) بازیکن فوتبال زادهٔ ۱۸۸۵ اهل انگلستان بود که سابقهٔ بازی در تیم ملی فوتبال انگلستان را در کارنامهٔ خود دارد. وی در تاریخ ۱۳ فوریه ۱۹۰۹ تنها بازی ملی خود را در مقابل تیم ملی فوتبال ایرلند انجام داد.